# Limassol
Limassól (in greco Λεμεσός?, Lemesos; in turco Limasol, in italiano in passato anche Limisso) è una città cipriota di 101000 abitanti, la seconda del Paese per popolazione. Ubicata sulla baia Akrotiri, lungo la costa meridionale dell'isola, è il capoluogo del distretto omonimo e il centro di un agglomerato urbano di 183000 abitanti, secondo per popolazione dopo quello di Nicosia.
Nel 1974, dopo l'occupazione turca di Cipro del Nord, subì profonde trasformazioni, diventando il maggiore porto di transito del mar Mediterraneo. Da allora si è sviluppata molto nel settore turistico. Famosa per la sua lunga tradizione culturale, è un vivace centro marittimo, ricco di musei e di siti archeologici di interesse mondiale.
Limassol fu costruita tra due antiche città, Amatunte e Kourion, perciò durante il periodo bizantino era conosciuta come Neapolis (nuova città). La fascia turistica si estende lungo la costa orientale fino ad Amatunte. Nella parte occidentale della città si trova la base militare britannica di Akrotiri.

## Storia
La città di Limassol è situata tra le antiche città di Amatunte e Curium (Kourion). Il re inglese Riccardo Cuor di Leone distrusse Amatunte nel 1191. Limassol venne probabilmente costruita dopo la distruzione di Amatunte. Comunque, la zona dove sorge Limassol era abitata sin da tempi remoti. Vi sono state trovate tombe risalenti al 2000 a.C. e altre che datano all'VIII e al IV secolo a.C. Questi pochi resti mostrano che era esistita una piccola colonizzazione, che non riuscì però a svilupparsi e fiorire.
Scrittori antichi non fanno menzione della fondazione della città. Secondo il Concilio di Calcedonia che si svolse nel 451, il vescovo di Theodosiana Sotir, oltre a quelli di Amatunte e Arsinoe, vennero coinvolti nella fondazione. Theodosiana viene considerata essere Limassol e venne in seguito conosciuta come Neapolis. Il vescovo Leonzio di Neapolis fu un importante scrittore ecclesiastico del VII secolo. Le registrazioni del Concilio di Nicea II (787) fanno riferimento a lui come al vescovo della sede. La città era nota come Nemesos o Nemesi nel X secolo. Costantino Porfiriogenito indica la città con questo nome.
La storia di Limassol è nota principalmente per gli eventi del 1191 che posero fine al dominio bizantino su Cipro. Il re d'Inghilterra Riccardo Cuor di Leone stava viaggiando verso la Terra Santa nel 1191. La sua fidanzata Berengaria e sua sorella Ioanna, (Regina di Sicilia), erano anch'esse in viaggio su una nave differente. A causa di una tempesta, la nave con le regine arrivò a Lemesos (Limassol). Isacco Comneno, governatore bizantino di Cipro, era crudele e senza cuore e detestava i latini. Egli invitò le regine a sbarcare, con l'intenzione di tenerle in ostaggio, ma esse saggiamente rifiutarono. Isacco allora rifiutò loro di rifornirle di acqua ed esse dovettero quindi scegliere tra riprendere il mare o piegarsi alla cattura. Quando Riccardo arrivò a Limassol e incontrò Isacco Comneno, gli chiese di contribuire alla crociata per la liberazione della Terra Santa. Anche se inizialmente accettò, Isacco in seguito rifiutò qualsiasi aiuto.
Riccardo allora gli diede la caccia e lo sconfisse. Cipro venne quindi presa dagli inglesi. Riccardo celebrò il suo matrimonio con Berengaria, che aveva ricevuto la corona di regina d'Inghilterra a Cipro. Così il dominio bizantino di Cipro giunse al termine. Riccardo distrusse Amatunte e i suoi abitanti vennero trasferiti a Limassol.

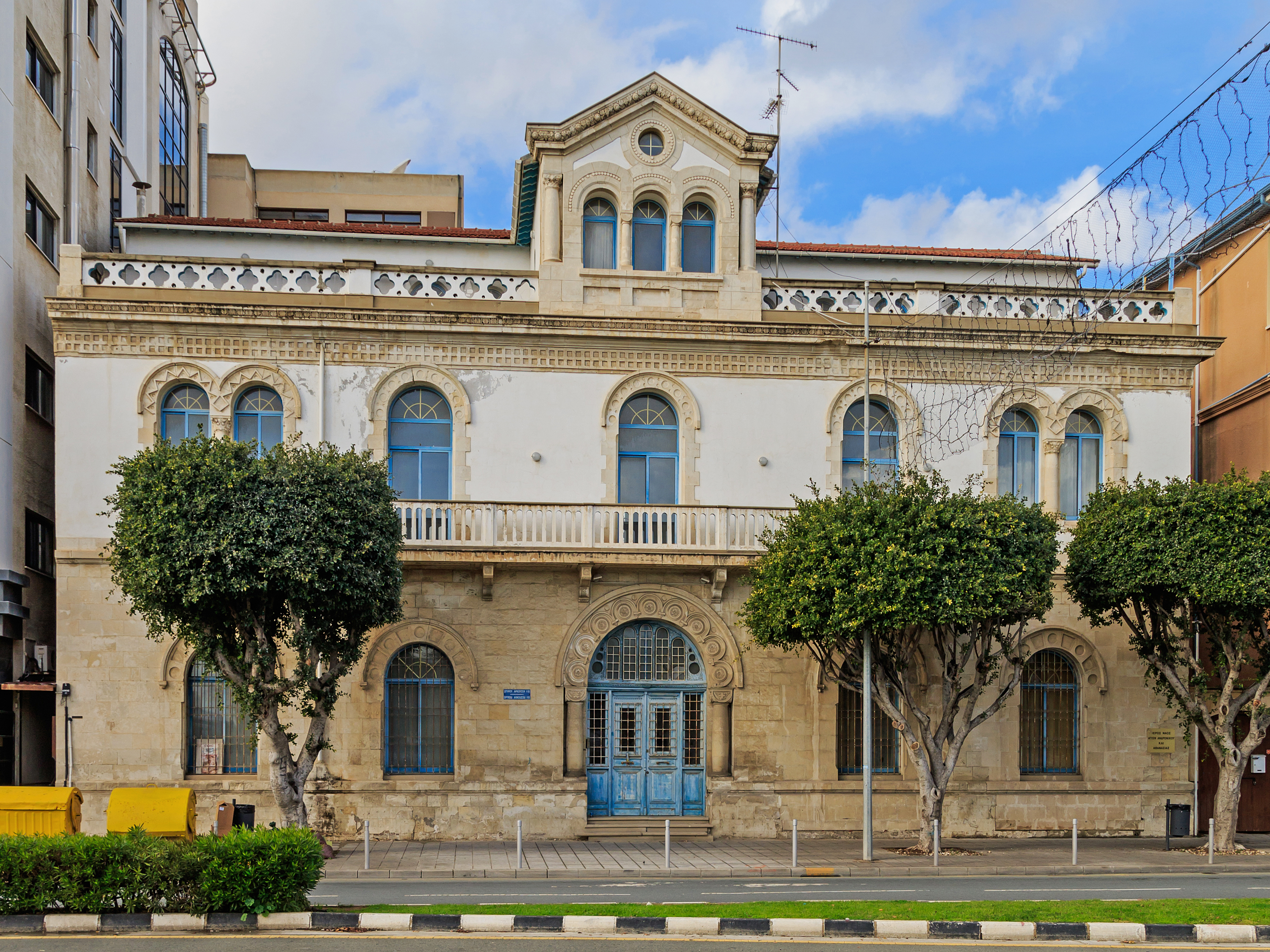

Un anno dopo, nel 1192, Cipro venne venduta ai Templari, ricchi monaci-soldati il cui obiettivo era la protezione del Santo Sepolcro di Gerusalemme. I cavalieri imposero alte tasse, allo scopo di recuperare i soldi che erano stati necessari per l'acquisto di Cipro. Ciò portò ad una rivolta dei ciprioti, i quali chiesero di venire liberati dal vincolo della promessa. Riccardo accettò la loro richiesta e venne trovato un nuovo acquirente: Guido di Lusignano, un cattolico franco. Cipro venne così passata alla dinastia franca dei re Lusignani del medioevale Regno Cipriota.
Per un periodo di circa tre secoli (1192-1489), Limassol godette di una notevole prosperità. Cipro era caratterizzata da un grande numero di vescovi latini. Ciò durò fino all'occupazione di Cipro da parte dei turchi nel 1570.
L'insediamento dei mercanti a Cipro e in particolare a Limassol nel XIII secolo portò al benessere economico degli abitanti. Il porto di Limassol, in qualità di centro di trasporto e commerci, contribuì enormemente allo sviluppo economico e culturale.

### Arrivo dei tedeschi

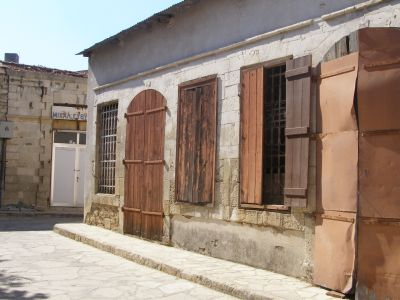

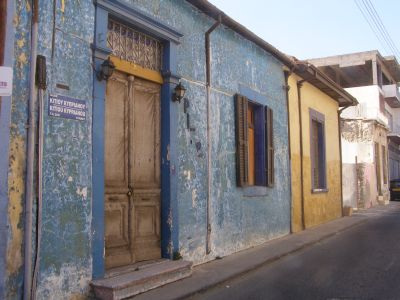

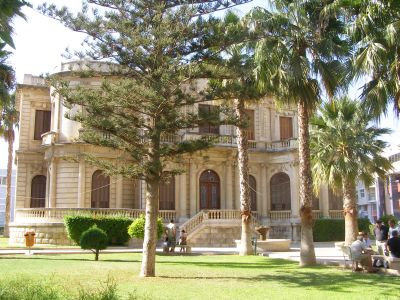

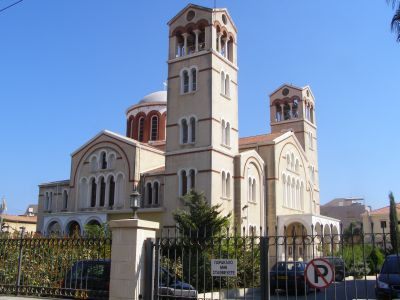

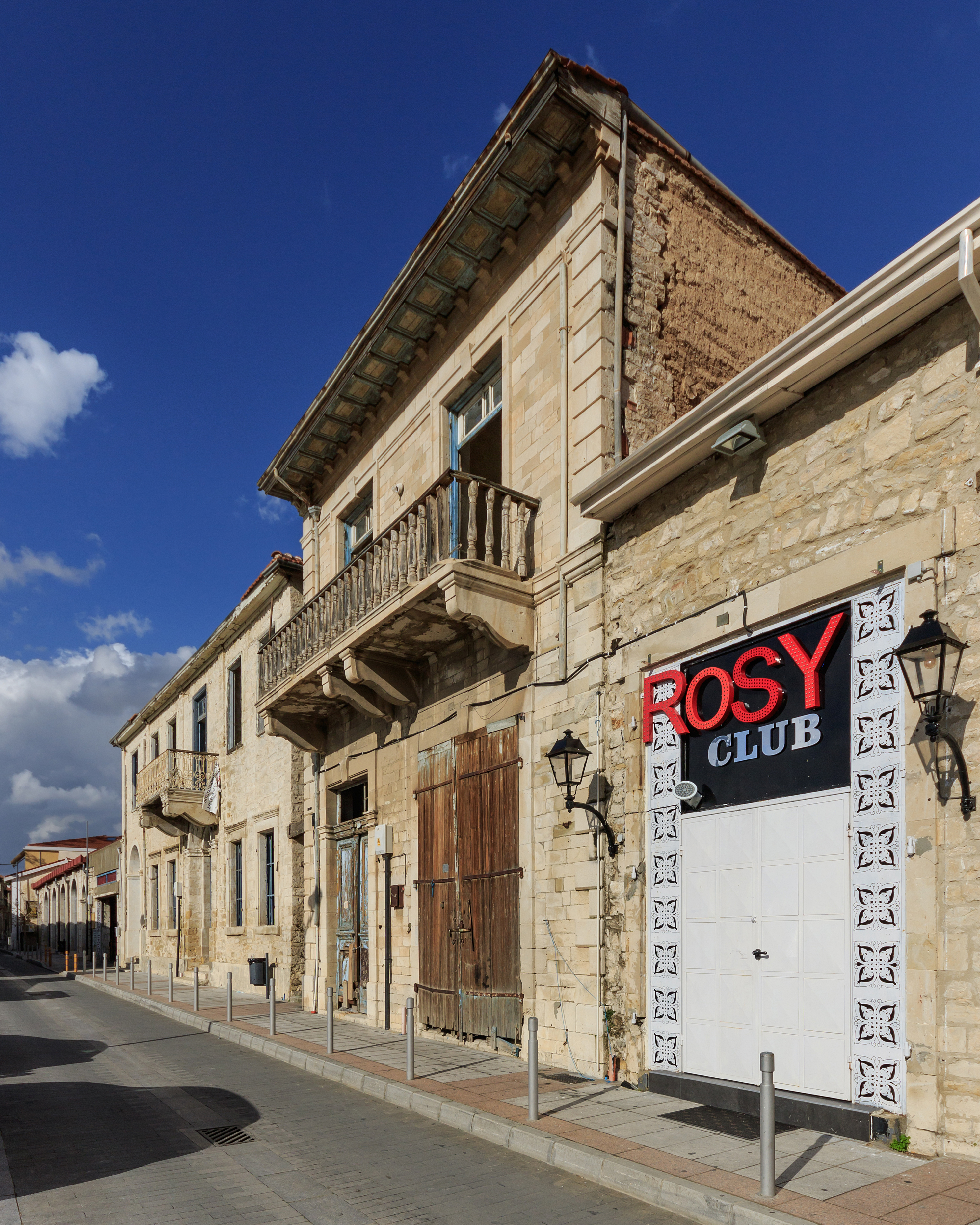

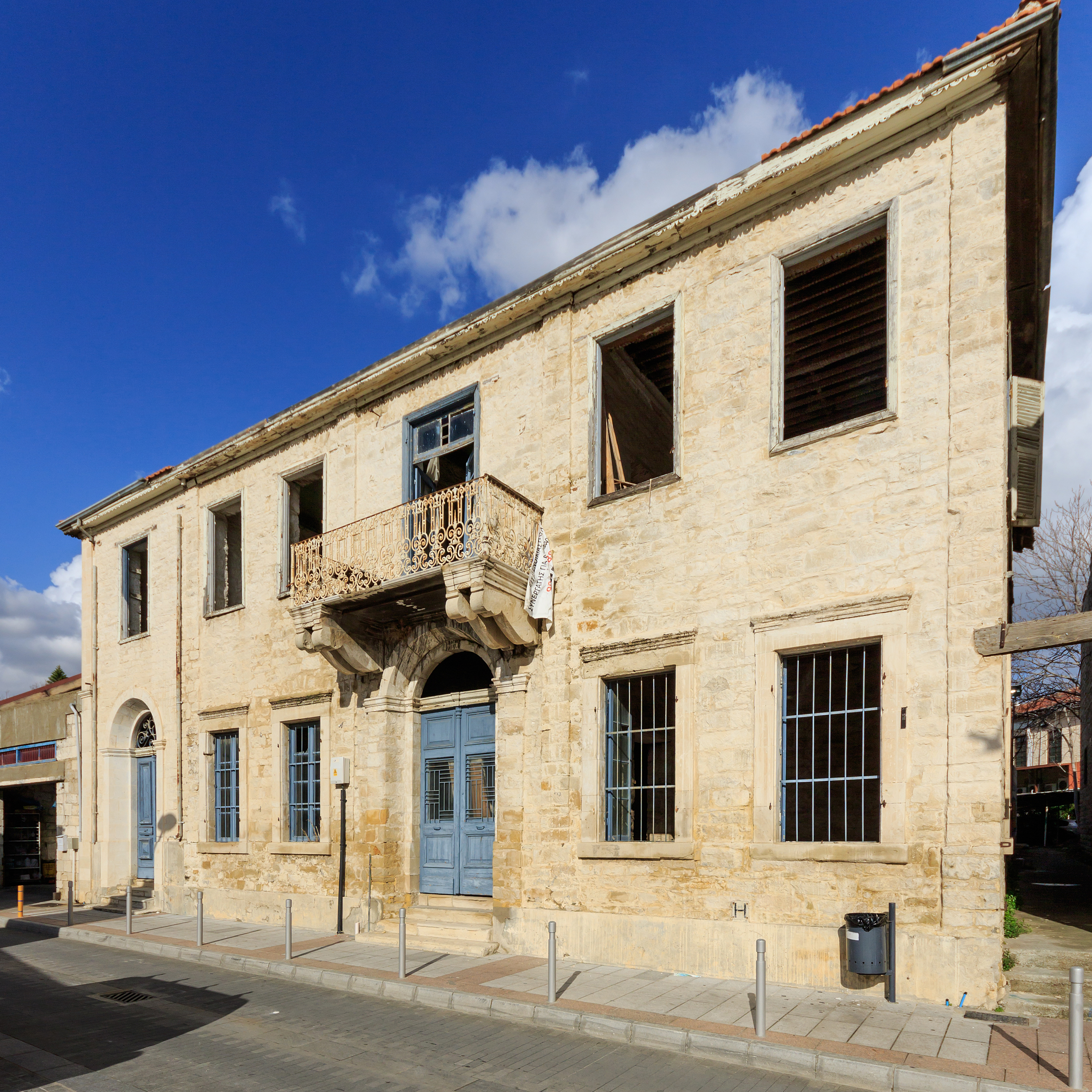

Il re di Germania, Federico II, su pressione dei templari di Cipro che erano nemici di Giovanni di Ibelin, connestabile di Gerusalemme, arrivò a Limassol e catturò la città nel 1228. Egli chiamò quindi Giovanni di Ibelin a comparire davanti a lui, per poter discutere i piani contro i musulmani. Giovanni si presentò davanti al re, che era accompagnato dal giovane re Eric e da tutti i templari di Cipro. Quando Giovanni si rifiutò di cooperare, Federico non ebbe altra scelta che lasciarlo andare. Il re tedesco prese il controllo di Limassol e di altre città. Egli nominò i suoi governatori ma alla fine lasciò Cipro. Le forze di Federico vennero poi sconfitte nel 1229 in una battaglia che si svolse ad Agirta, un villaggio nell'area di Kyrenia, contro le truppe dei Franchi guidate da Giovanni di Ibelin. L'esito della battaglia significò l'inizio della libertà di Cipro dai tedeschi.

### Attacchi dall'Egitto
Limassol fu testimone degli attacchi dei Mamelucchi d'Egitto. Il porto di Limassol era diventato rifugio per i pirati che depredavano i paesi del Mediterraneo orientale. I signori diventavano sempre più ricchi per via del denaro che gli veniva dato in cambio dell'assistenza ai pirati. Così una forza militare arrivò a Limassol nel 1424, inviata dai mamelucchi d'Egitto, che devastò e incendiò Limassol. Un anno dopo invasero Cipro di nuovo, questa volta con una forza più numerosa. Saccheggiarono Famagosta e Larnaca, e quindi arrivarono a Limassol, dove senza alcuna difficoltà occuparono il castello, incendiarono diversi edifici, ne saccheggiarono altri e quindi fecero ritorno a Il Cairo. I Mamelucchi causarono distruzioni ancor più grandi a Limassol e in altri luoghi nel 1426. Janus, re di Cipro, venne da loro sconfitto a Chirokitia e mandato al Cairo come prigioniero.
Cipro venne venduta nel 1489 alla città di Venezia dalla regina cipriota Caterina Cornaro. I veneziani non erano interessati a Cipro, ma solo a ricevere le tasse e a sfruttare le risorse del paese. Essi distrussero il castello di Limassol. I viaggiatori che si recarono a Cipro nel XVI secolo commentarono le povere condizioni della popolazione locale nelle città dell'isola. Tutti gli abitanti di Cipro vennero fatti schiavi dai veneziani, e vennero obbligati a pagare un tributo sul loro reddito, sia che fosse parte dei prodotti della terra (farina, vino, olio o bestiame) o qualsiasi altro prodotto.

### Invasione turca
I turchi invasero Cipro nel 1570-1571 e la occuparono. Limassol venne conquistata senza resistenza nel luglio 1570. I turchi devastarono e saccheggiarono la città. Le descrizioni di diversi visitatori ci informano che la città di Limassol sembrava come un villaggio con un numero considerevole di abitanti, ma anche sotto il dominio veneziano la città era apparsa in declino. I cristiani vivevano solitamente in piccole case, di altezza così ridotta da doversi piegare per potervi entrare. Questa era una scelta deliberata, che impediva ai turchi di irrompere nelle case a cavallo.
Durante gli anni della dominazione turca, le città di Cipro affrontarono un generale declino, mentre al contrario le campagne, che erano state tartassate dai dominatori latini (ed in particolare veneziani e dalle famiglie di nobili crociati) si ripresero abbastanza alla svelta dopo l'invasione. Però molti villaggi abbandonati durante la guerra e la successiva peste furono ripopolati da forzati anatolici, deportati alla bisogna dalle zone più povere della Turchia.
Durante il dominio turco Cipro, e Limassol, non conobbero un grande sviluppo intellettuale, da regno autonomo e provincia di pregio dell'impero coloniale veneziano l'isola si trasformò in una estrema periferia (isolata) dei domini turchi. Greci e turchi vivevano in quartieri separati. La mancanza di interesse da parte dei conquistatori e la tassazione, considerata alta e oppressiva furono fattori limitanti (le tasse in realtà erano inferiori che quelle contemporanee in Italia o nell'occidente, ma la riscossione tendeva a diventare sempre più ingiusta ed arbitraria man mano che l'impero andava in declino).
La Chiesa ortodossa, lasciata in condizioni di relativa libertà dai musulmani (non così durante le prime dominazioni dei Latini) giocò un ruolo importante nell'educazione del paese, con una ripresa particolarmente evidente negli anni 1754-1821, durante i quali vennero istituite nuove scuole in tutte le città. Gli intellettuali greci insegnavano storia greca, turca e francese.
Le seguenti scuole erano attive a Limassol:
- La scuola greca, fondata nel 1819.
- La prima scuola pubblica, fondata nel 1841.
- La scuola femminile, fondata nel 1861.

### Conquista britannica
I britannici conquistarono Cipro nel 1878. Il primo governatore britannico di Limassol fu il colonnello Warren. Egli mostrò un particolare interesse per la città e fin dai primi giorni le condizioni della città mostrarono un miglioramento. Le strade vennero ripulite e ristrutturate, gli animali vennero rimossi dal centro, furono piantati alberi e costruiti magazzini per il carico e lo scarico delle navi. Le lanterne per l'illuminazione delle zone centrali vennero installate nel 1880, fino al 1912 quando furono rimpiazzate dall'illuminazione elettrica.
Fin dai primi anni dell'occupazione britannica iniziarono a funzionare un ufficio postale, un ufficio telegrafico e un ospedale. Nel 1880 fu azionata la prima pressa da stampa, dalla quale vennero in seguito pubblicati (1897) i giornali "Alithia" e "Anagennisis". Sempre in quel periodo iniziò anche la pubblicazione del giornale "Salpinx". Alla fine del XIX secolo si inaugurarono i primi hotel: tra questi l'"Europe" e l'"Amathus". I cambiamenti portati dai britannici contribuirono allo sviluppo della vita intellettuale, culturale ed artistica: si istituirono infatti scuole, teatri, club, gallerie d'arte, sale da concerto e società sportive. Le opportunità di lavoro riguardavano le industrie del vino e della ceramica, oltre che il commercio e il turismo sviluppatisi con il porto.

## Geografia fisica

### Clima

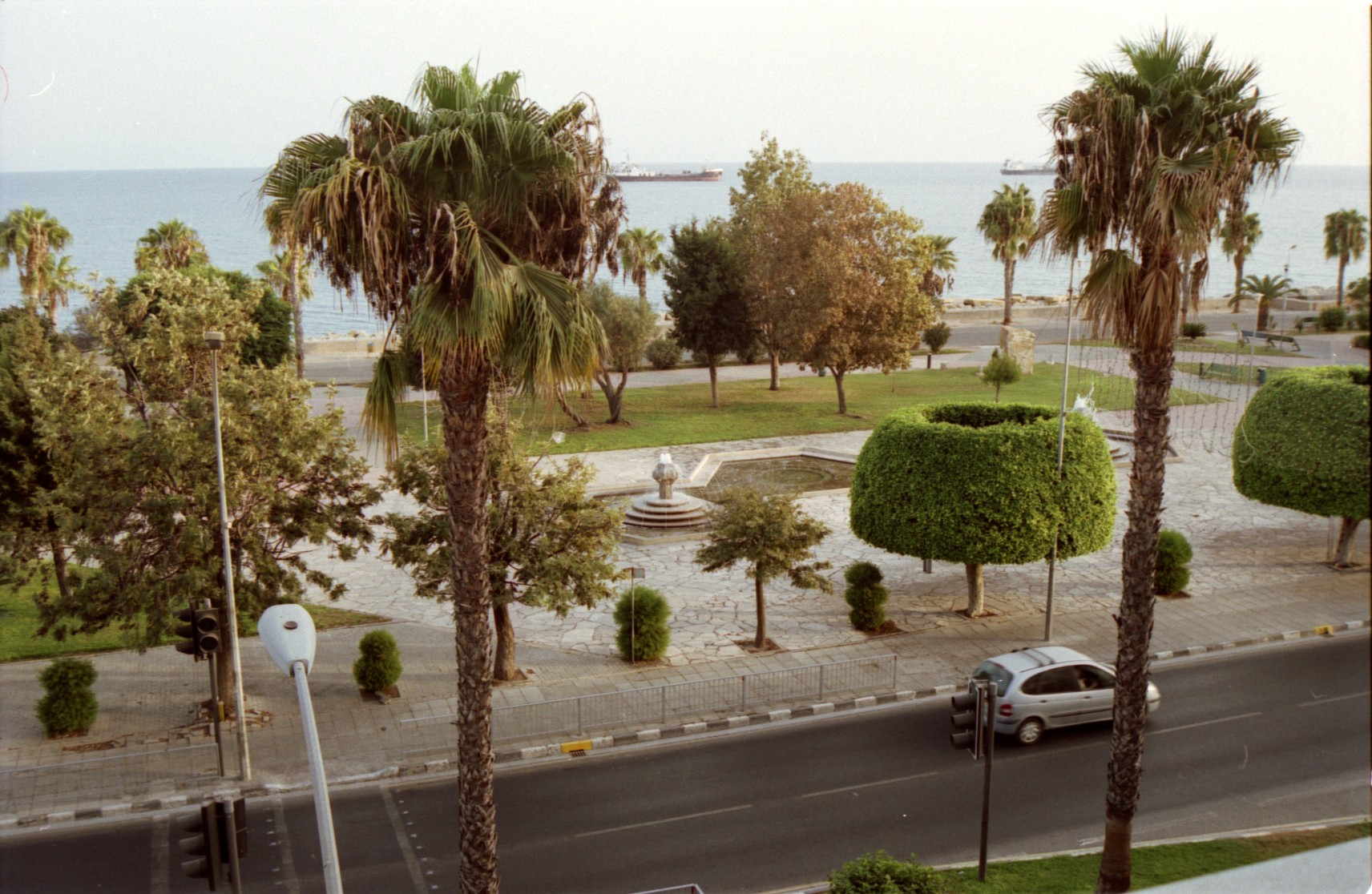
Veduta del lungomare.

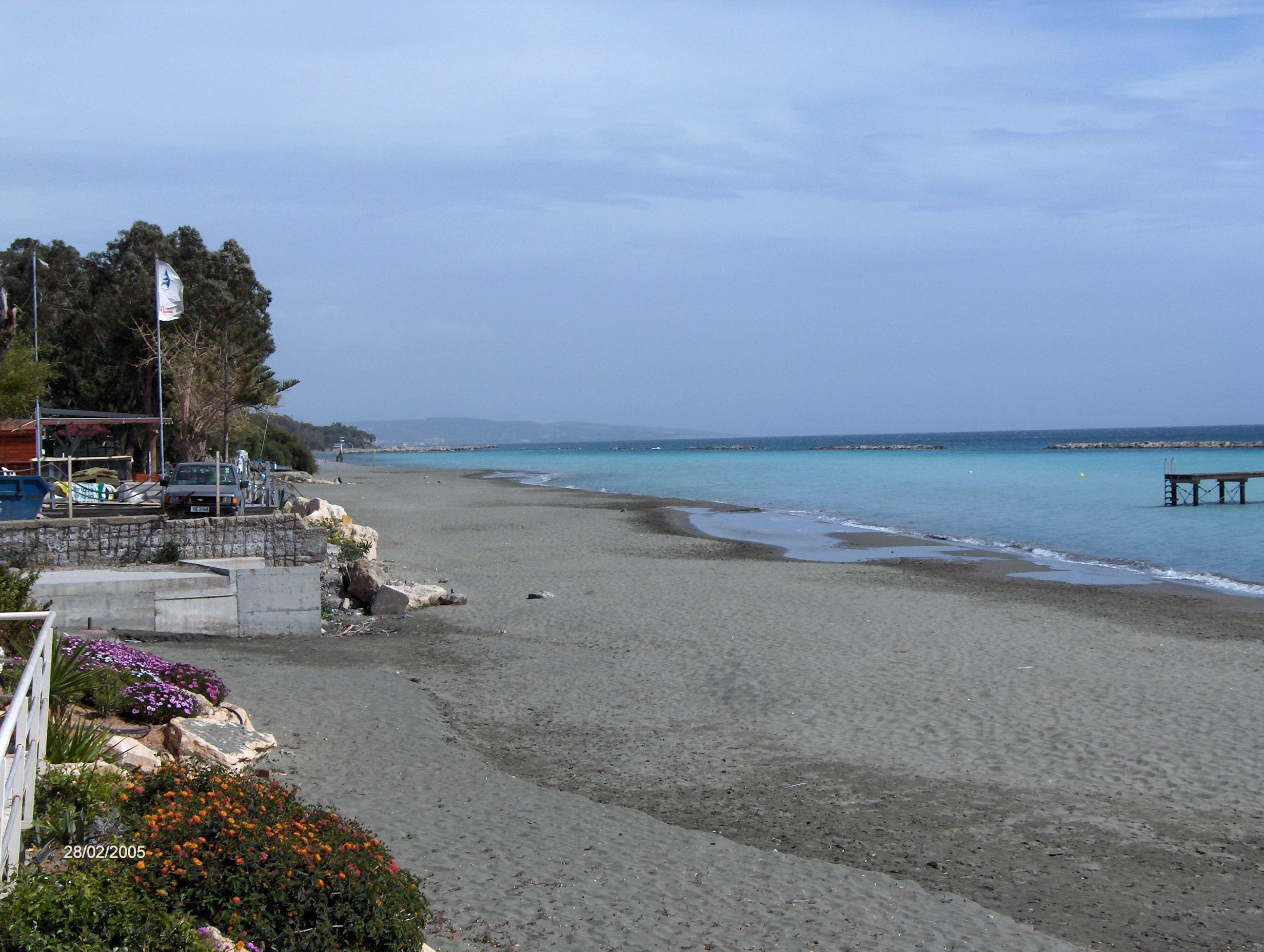
Una spiaggia in marzo

Limassol ha un clima mediterraneo con estati calde e asciutte e inverni freschi e piovosi; l'autunno e la primavera sono miti e piacevoli. Da dicembre a marzo il tempo è incerto e generalmente ventoso e piovoso ma non mancano giornate soleggiate.
Durante l'inverno le temperature sono generalmente contenute tra una minima di 7 °C notturni e una massima di 20 °C diurni. La pioggia tende ad essere abbondante in questo periodo dell'anno e spesso si verificano temporali brevi ma intensi. La neve a Limassol è molto rara e generalmente cade sotto forma di pioggia mista a neve ogni 7-13 anni. Recentemente, si sono avuti episodi di pioggia mista a neve nel febbraio 2004 e nel gennaio 2008.
In primavera, che dura da metà marzo a fine maggio, il tempo è piacevole e mite, talvolta caldo. È soleggiato quasi tutti i giorni e le temperature vanno dai 15 °C ai 25 °C. La pioggia e i temporali sono frequenti in aprile. A volte, durante la primavera, i venti portano la polvere e la sabbia dal deserto del Sahara, influendo negativamente sulla visibilità in città.
L'estate a Limassol è la stagione più lunga dell'anno perché inizia a fine maggio e termina agli inizi di ottobre. In questo periodo, il cielo è sereno ogni giorno e le piogge sono rarissime. Le temperature sono comprese tra i 19 °C e i 30 °C in giugno e settembre, e tra i 22 °C e i 33 °C in luglio ed agosto. Durante le ondate di calore la temperatura può superare anche i 36 °C e non scendere facilmente sotto i 26 °C. A giugno può capitare che all'alba vi sia un po' di nebbia, la quale tuttavia si dirada durante la mattinata.
L'autunno è caldo e generalmente soleggiato. Esso va da metà ottobre a fine novembre. Durante questo periodo le temperature vanno dai 12 °C di minima ai 29 °C di massima. Questa stagione è estremamente variabile di anno in anno: ci sono anni in cui si scatenano violenti temporali (ottobre 2009: accumulo di circa 90 mm) e le piogge sono assai frequenti ed altri in cui la siccità regna sovrana (ottobre 2007: accumulo medio di 3,5 mm).
Infine, Limassol riceve mediamente 410 mm di pioggia all'anno. La grandine è piuttosto rara e cade generalmente tra ottobre e aprile.
| Medie assolute / Mese        | Media annuale | Gen  | Feb  | Mar  | Apr  | Mag  | Giu  | Lug  | Ago  | Set  | Ott  | Nov  | Dic  |
| ---------------------------- | ------------- | ---- | ---- | ---- | ---- | ---- | ---- | ---- | ---- | ---- | ---- | ---- | ---- |
| Medie massime                | 25,4          | 17,6 | 17,8 | 20   | 22,9 | 26,9 | 30,8 | 33,2 | 33,3 | 31,3 | 28,6 | 23,5 | 18,9 |
| Medie minime                 | 15,4          | 8,8  | 8,5  | 10,4 | 13,1 | 16,7 | 20,1 | 22,4 | 22,7 | 20,6 | 17,7 | 13,5 | 10,1 |
| Precipitazioni in millimetri | 407           | 86.7 | 66.9 | 35.8 | 18.4 | 5.1  | 1.4  | 0    | 0    | 2.9  | 13.1 | 77.5 | 99.7 |
| Fonte:                       |               |      |      |      |      |      |      |      |      |      |      |      |      |

## Amministrazione
Il primo gruppo marxista di Cipro si formò a Limassol nei primi anni 1920. Nel 1926 il Partito Comunista di Cipro venne costituito in città. Il suo successore, l'AKEL, dominò le elezioni municipali fin dalle prime elezioni del 1943, vinte da Ploutis Servas.
L'attuale sindaco della municipalità è Nicos Nicolaides, del Movimento dei Socialdemocratici - EDEK, eletto nel 2016.

### Gemellaggi
- Nanchino
- Praga
- Alessandria
- Marsiglia
- Niederkassel
- Giannina

- Candia
- Patrasso
- Rodi
- Salonicco
- Zante
- Haifa

## Economia
Lo sviluppo del turismo a Limassol iniziò dopo il 1974, quando la Turchia occupò Famagosta e Kyrenia, le principali aree turistiche di Cipro. Limassol ha alcune belle spiagge, ricche di sabbia e adatte ai bagni e all'abbronzatura. Una spiaggia balneabile, con tutte le comodità necessarie, fornita dalla «Cyprus Tourism Organization» (CTO), è funzionante in città nell'area di Dasoudi.
Limassol divenne il principale porto della Repubblica di Cipro nel 1974. Prima di allora questo ruolo era ricoperto da Famagosta che si trova oggi nella parte dell'isola controllata dai turchi.
Limmiso è sede di molte delle aziende vinicole dell'isola, e serve le regioni di produzione sui pendii meridionali dei Monti Trodos (delle quali la più famosa è Commandaria). Le principali sono: KEO, LOEL, SODAP e ETKO. I vini e i cognac prodotti dai grappoli che crescono nelle campagne sono di eccellente qualità e hanno vinto diversi premi nelle competizioni internazionali. Cipro ha un notevole consumo di vino da parte della popolazione locale e dei visitatori stranieri. Grandi quantità vengono esportate in Europa. La KEO produce anche birra.
La città di Limassol è il principale centro industriale della provincia. Ci sono circa 150 unità produttive e 90 magazzini. Queste industrie si occupano di confezionamento, arredamento, calzature, bevande, stampe, siderurgia, apparecchiature elettriche, plastica e altro.
Limassol è un importante centro commerciale per Cipro. Ciò è dovuto alla presenza delle basi britanniche di Episkopi e Akrotiri, e al trasferimento di popolazione a Limassol dopo l'invasione turca del 1974. Le piazze commerciali sono riunite nel centro della città e nella zona turistica lungo la costa che inizia dal porto vecchio e finisce nell'area di Amathus. la maggior parte di alberghi, ristoranti, gelaterie, discoteche e luoghi di intrattenimento in generale, si trova in quest'area.
Limassol ha due porti. Il porto vecchio e il porto nuovo. Il porto nuovo ha il più grande flusso di traffico passeggeri e merci ed è il porto più grande nella parte libera di Cipro. Il porto vecchio ha un molo di soli 250 metri ed è in grado di ricevere solo tre piccole navi alla volta. Viene quindi normalmente usato da piccoli pescherecci. Il porto nuovo ha una profondità di 11 metri e 1.300 metri di banchina. È quindi in grado di accogliere circa dieci navi, a seconda delle dimensioni.
Esportazioni di uva, vini, carrube e agrumi e importazioni di cereali, veicoli, macchinari, tessili, medicine agricole, fertilizzanti, ferro, ecc. passano da questo porto.

## Società

### Evoluzione demografica
La migrazione interna iniziata negli anni 1960 e l'afflusso di persone trasferite dopo il 1974 aumentò significativamente la popolazione di Limassol e dei suoi sobborghi. La Grande Limassol oggi comprende le municipalità di Limassol (che comprende il sobborgo di Agia Fyla) e le municipalità di Polemidhia, Mesa Geitonia, Agios Athanasios e Germasogeia.
Limassol tradizionalmente ha avuto una popolazione mista di ciprioti greci e turchi. La maggioranza dei turchi ciprioti si spostò a nord nel 1974. Conseguentemente molti greci ciprioti che divennero rifugiati dopo essere scappati dalla parte settentrionale di Cipro, si insediarono a Limassol. Durante gli anni 1990 diversi Rom ciprioti (considerati turchi dalla costituzione) ritornarono dal nord dell'isola al quartiere turco di Limassol.
La crescita del tasso di nascita durante tra la fine del XIX secolo e la prima metà del XX (ca. 1878-1960) fu del 70%. Il numero di abitanti era di 6.131 nel 1881, mentre nel 1960 la cifra era salita a 43.593. La popolazione greca era stimata a 37.478, mentre la popolazione turca era a 6.115.

## Monumenti e luoghi d'interesse

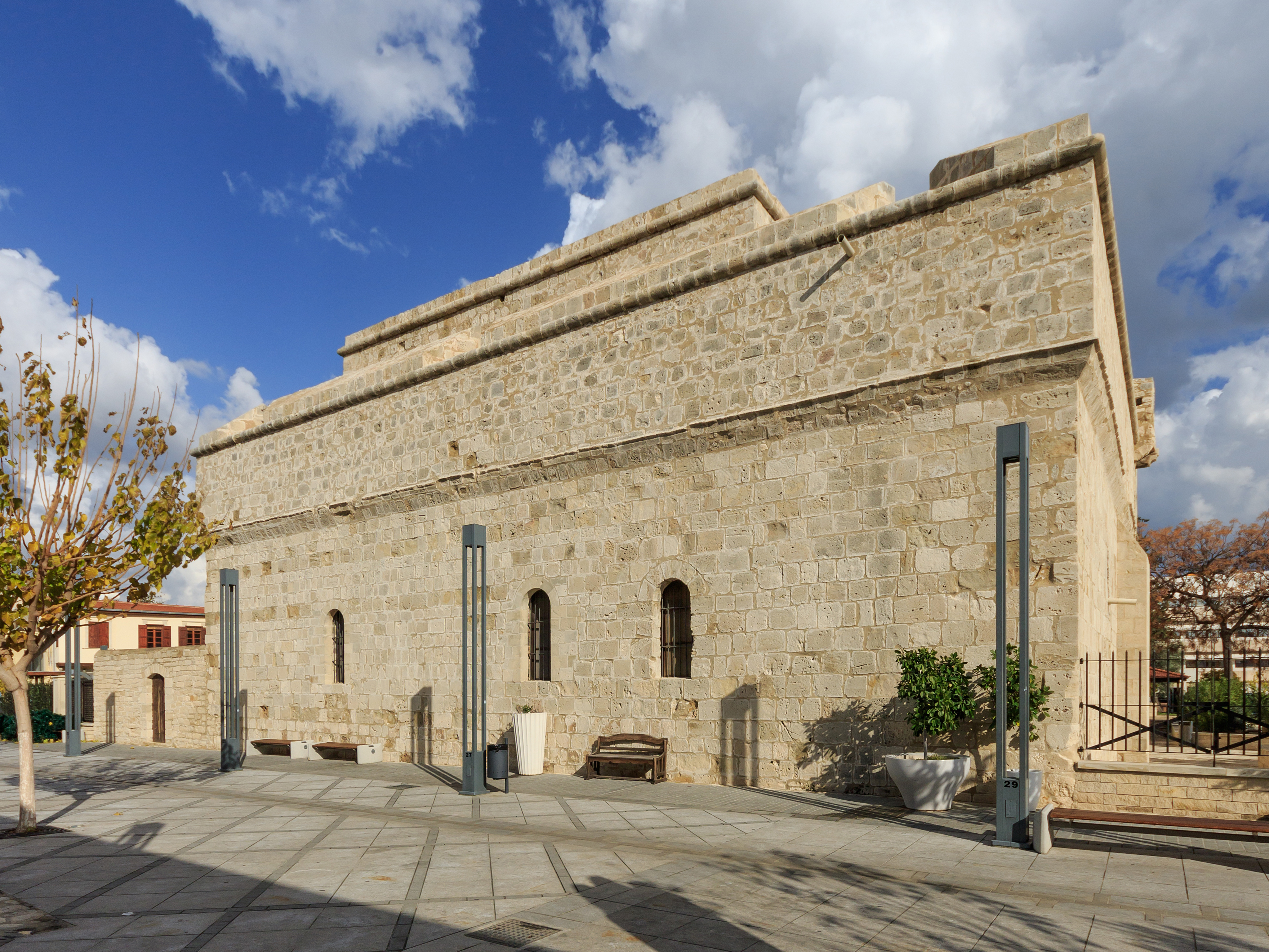
Il castello medievale

Il castello medievale è uno dei nove castelli di Cipro (gli altri sono a Kolossi, Larnaca e Paphos, nell'area oggi controllata dalla Repubblica di Cipro, e a Famagosta, Kantara, Buffavento, Sant'Ilario e Kyrenia, oggi nella de facto ma non internazionalmente riconosciuta Repubblica Turca di Cipro Settentrionale). Venne costruito dai bizantini attorno all'anno 1000. nello stesso periodo vi venne costruita anche una cappella. Si suppone che Riccardo Cuor di Leone vi abbia sposato la principessa Berengaria di Navarra, dopo che la nave di lei attraccò nelle vicinanze nel 1191, mentre lo accompagnava nella terza crociata, sulla strada per la Terra santa. Il castello venne usato come prigione tra il 1790 e il 1940.
Il castello medievale di Limassol funge oggi da museo medievale. La collezione del museo copre il periodo 400-1870. Il visitatore vi può trovare diversi reperti: cannoni, incisioni su legno del XVII e XVIII secolo, dipinti, pietre tombali, statue, armature, monete, terrecotte, oggetti in metallo e in ceramica, manufatti in vetro e marmo.
Il Museo archeologico fornisce una collezione molto interessante di reperti trovate nel distretto di Limassol, che risalgono ad un periodo che va dal neolitico al periodo romano. Alcuni si questi reperti sono:
asce in pietra del neolitico e del calcolitico, ceramiche e oggetti delle antiche città di Curium e Amathus, oltre a terrecotte romane, gioielleria in oro, monete, sculture, vasi, anelli, collane, statue in marmo, ecc.
Il Museo di arte popolare si trova in un vecchio edificio ben conservato e ospita una collezione molto interessante di arte popolare cipriota degli ultimi due secoli. Alcuni degli oggetti più affascinanti sono: costumi tradizionali, arazzi, ricami, cassettoni in legno, gilet, giacche da uomo, collane, altri abiti e costumi e attrezzi da campagna. Il museo è stato fondato nel 1985. Più di 500 pezzi sono in mostra in sei stanze. Il museo è stato premiato con il premio Europa Nostra nel 1989.
I giardini pubblici sono situati sulla strada costiera e sono dotati di una grande varietà di vegetazione: eucalipti, pini e cipressi. In questo bell'ambiente i cittadini di Limassol e molti turisti possono passeggiare e divertirsi. All'interno del giardino è presente un piccolo zoo, dove si possono vedere cervi, mufloni, struzzi, fagiani, tigri, leoni, scimmie, avvoltoi, pellicani e altri animali. Non distante dallo zoo c'è un piccolo museo di storia naturale e il teatro del giardino.
Una serie di sculture pubbliche commissionate dalla municipalità di Limassol si possono trovare nel "Parco delle città gemelle", che si stende su un chilometro e mezzo di terra strappata al mare. Le sculture sono state create da Costas Dikefalos, Thodoros Papayiannis, Yiorgos Tsaras, Vassilis Vassili, Christos Riganas, Kyriakos Rokos, Manolis Tsombanakis e Yiorgos Houliaras dalla Grecia, Kyriakos Kallis, Nikos Kouroussis, Helene Black e Maria Kyprianou da Cipro, Saadia Bahat da Israele, Victor Bonato dalla Germania e Ahmet El-Stoahy dall'Egitto.

## Festival
Limassol è famosa a Cipro per i suoi festival, come il carnevale e il Festival del Vino.
Il carnevale di Limassol dura dieci giorni, con mascherate allegre e divertenti. Questa tradizione è molto vecchia e risale ai rituali pagani. Con il passare del tempo ha acquisito un carattere differente e di puro intrattenimento, con un largo seguito popolare. Il carnevale inizia con la parata di inizio del Re Carnevale, seguita da una gara di travestimenti per bambini.
Durante la prima settimana di Settembre ha luogo il grande Festival del vino Cipriota, nei giardini municipali di Limassol, ogni sera dalle 20 alle 23. Durante il festival i visitatori hanno l'occasione di assaggiare alcuni dei migliori vini di Cipro, che sono offerti gratis. Alcune sere, diversi gruppi ciprioti o provenienti da altre nazioni si esibiscono in danze e musiche folcloristiche, cori ed altre manifestazioni.

## Sport
Le tre maggiori società sportive della città sono l'AEL FC, l'Apollōn Limassol e l'Aris Limassol, che comprendono squadre di calcio, basket e pallavolo.
Limassol è stata inoltre sede della finale di FIBA EuroCup 2007-08 vinta dai lettoni del BK Barons sui belgi del Mons-Hainaut per 63-62.
La città ospita annualmente anche una tappa del Campionato del mondo rally, il WRC FxPro Cyprus Rally.
Sono presenti lo Stadio Tsirio che può ospitare circa 13.300 persone, mentre di recente costruzione, il 2022, lo stadio Limassol Arena, di 10.300 posti. Il primo è impiegato per il calcio e l'atletica leggera, mentre il secondo solo per il calcio, sede della finale del Campionato europeo di calcio Under-17 2024 vinti dall'Nazionale Under-17 di calcio dell'Italia.